# Chiesa dei Santi Maria e Michele Arcangelo
La chiesa dei Santi Maria e Michele Arcangelo è un luogo di culto cattolico situato nella frazione di Nascio, in via Nascio, nel comune di Ne nella città metropolitana di Genova. La chiesa è sede della parrocchia omonima del vicariato di Sturla e Graveglia della diocesi di Chiavari.

## Storia

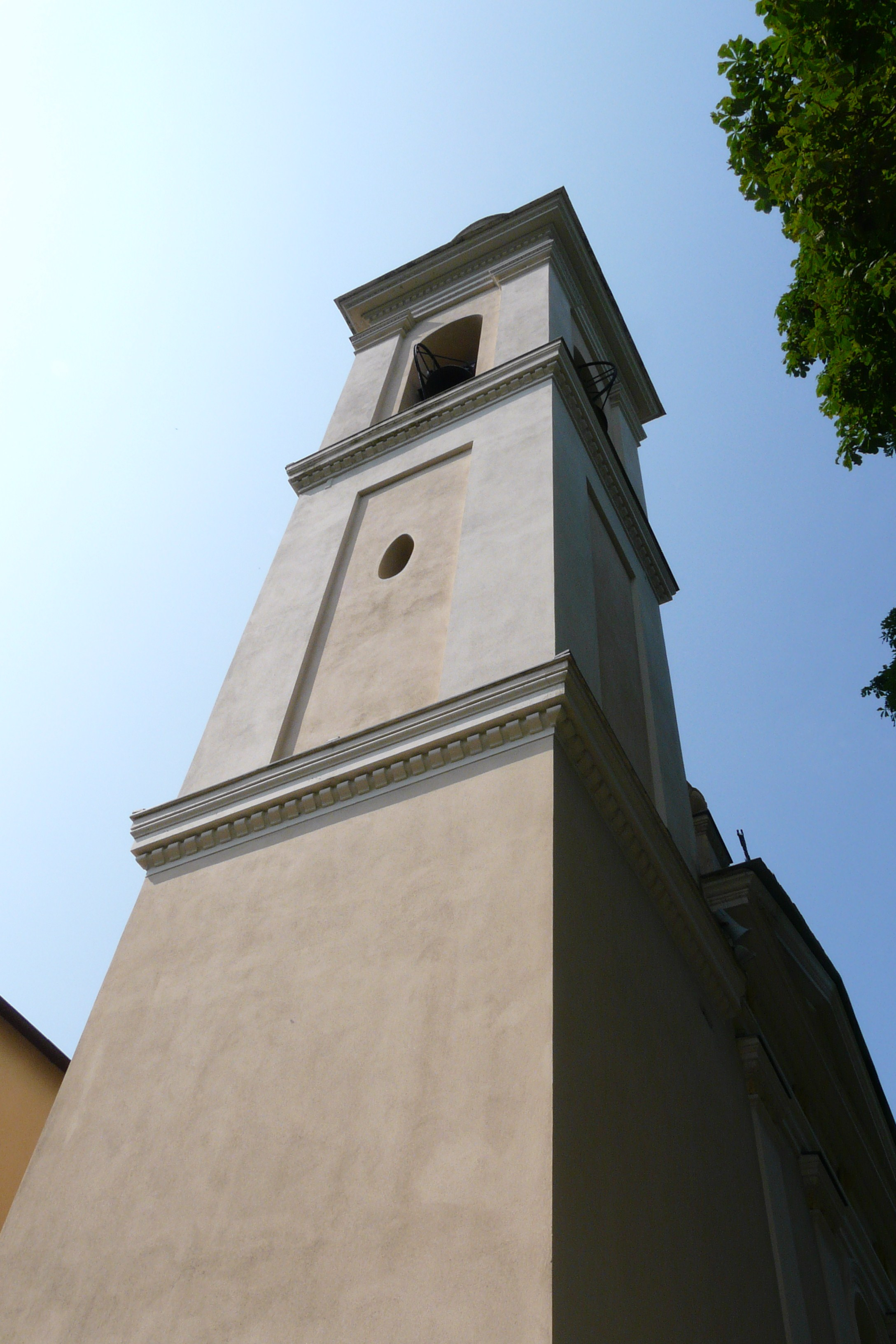
Il campanile

Un primo edificio di culto nel territorio parrocchiale di Nascio fu edificato in epoca antichissima nella zona del colle di Cassagna, detto "La Crocetta", dove ancora emergono tracce dell'antico luogo di culto, già intitolato a Santa Maria e San Michele Arcangelo.
La chiesa fungeva da parrocchiale, per la sua posizione geografica, anche per la comunità di Statale e a tale scopo spirituale asservì l'edificio, di cui non si conoscono forme e dimensioni, fino al 1565. Da tale anno i due borghi preferirono, forse anche per l'evoluzione della popolazione, edificare due distinte parrocchiali nei rispettivi luoghi; gli arredi e beni dell'antica chiesa "in comune" furono altresì equamente divisi tra le due ex-nove chiese.
La nuova parrocchiale di Nascio, facente parte ancora della diocesi di Brugnato, fu edificata sui resti di un preesistente castello, utilizzando tra l'altro lo stesso materiale del sito, posizionato sulla sinistra del torrente Graveglia in un terreno rialzato. Subì un sostanzioso intervento restaurativo nel 1910, grazie ai denari raccolti dai tanti migranti nascesi a Buenos Aires e in America latina nonché dai locali parrocchiani, che coinvolse oltre la facciata anche l'attiguo campanile. Nel 1959 anche la comunità parrocchiale di Nascio passò nella diocesi di Chiavari.

## Descrizione
A pianta greca e ad unica navata la chiesa consta di due altari laterali, dedicati al Sacro Cuore di Gesù e al Santissimo Crocifisso, più l'altare maggiore in cotto di Santa Maria. In cotto è anche il pulpito, così come l'altare del S.S. Crocifisso, mentre in marmo sono il fonte battesimale, la balaustra e il restante altare del Sacro Cuore.
Nella volta, dipinta dal pittore torinese Carlo Thermignon, sono raffigurati i quattro Evangelisti, l'arcangelo Michele e Nostra Signora Assunta. Oltre al coro in legno di noce la chiesa conserva preziosi reliquari, questi ultimi donati dai marchesi Cambiaso di Genova.
L'organo è del 1914 e realizzato dalla Ditta Cavalli di Lodi.